# La cavalcada dels maleïts
La cavalcada dels maleïts  (títol original en anglès: A Time for Killing) és una pel·lícula estatunidenca dirigida per Phil Karlson, estrenada el 1967. Ha estat doblada al català.

## Argument
Primavera 1865 a l'Oest americà: últim dia de la guerra de Secessió, presoners sudistes s'escapen d'un camp de soldats nordistes i fan presonera la promesa del comandant que marxava. Aquest es llança a la seva persecució i els agafa passat la frontera mexicana. Allà, el comandant s'assabenta que la guerra ha acabat

## Repartiment
- Glenn Ford: Maj. Tom Wolcott
- Inger Stevens: Emily Biddle
- George Hamilton: Capità Dorrit Bentley
- Harry Dean Stanton: Sergent Dan Way
- Paul Petersen: Blue Lake
- Timothy Carey: Billy Cat
- Kenneth Tobey: Sergent Cleehan
- Richard X. Slattery: Cpl. Paddy Darling
- Harrison Ford: Lt Shaffer
- Kay E. Kuter: Owelson
- Dick Miller: Zollicoffer
- Emile Meyer: Coronel Harries
- Marshall Reed: Stedner
- Max Baer Jr.: Sergent Luther Liskell
- Todd Armstrong: Tinent 'Pru' Prudessing
- Duke Hobbie: Tinent Frist